# Blue and Green Music
Blue and Green Music (Dansk: Blå og grøn musik) er malet i 1919/21 af den amerikanske maler Georgia O'Keeffe (1887-1986).
Blue and Green Music er et værk med rytme, bevægelse, farve, dybde og form. Det blev malet i hendes New Yorker-år og er baseret på ideen om, at musik kan transfomeres til noget visuelt. 